# Geranylgeranylpyrophosphat
Geranylgeranylpyrophosphat ist eine chemische Verbindung aus der Gruppe der Terpene. Chemisch gesehen ist es ein Ester aus Geranylgeraniol (einem Alkohol mit vier zusätzlichen C=C-Doppelbindungen) und der Diphosphorsäure.
Es ist das Vorläufermolekül aller Diterpene und Tetraterpene bei der Biosynthese und entsteht aus Farnesylpyrophosphat durch das Anhängen einer weiteren C5-Einheit. Durch hydrolytische Abspaltung des Pyrophosphatrests entstehen daraus acyclische Diterpene wie zum Beispiel Phytol und Phytohormone und Carotinoide. Durch Dimerisierung entsteht Phytoen, das die Ausgangsverbindung für alle Tetraterpene darstellt. Mit Geranylgeranyldiphosphat prenylierte Proteine (beispielsweise Ras, Rac und Rho) sind wichtig für einige Signaltransduktionswege und regulatorische Vorgänge in einer Zelle.